# Mit o nožu u leđa
Mit o nožu u leđa ili, doslovno, legenda o ubodu u leđa (njem. Dolchstoßlegende) je naziv za – u njemačkom narodu između dva svjetska rata široko rasprostranjeni – stav da Njemačko Carstvo nije bilo vojnički poraženo od sila Antante u Prvom svjetskom ratu, nego da je do bezuvjetne kapitulacije Njemačke potpisane u Compiègneu 11. studenog 1918. došlo zbog subverzije iz redova nepatriotskog dijela stanovništva – socijalista, komunista, te osobito Židova, kao i zbog veleizdaje u redovima liberalnih njemačkih političara. 
Takav stav je uvjereno propagirao desničarski tisak u Njemačkoj i Austriji, a s rastom ekonomskih tegoba od kojih je trpjela Weimarska Republika zbog teških uvjeta Versajskog ugovora, mit o nožu u leđa je sve većem dijelu stanovništva postajao politički relevantan i uvelike je pomogao usponu nacista na čelu s Hitlerom na vlast.
Začetak mita o nožu u leđa uglavnom se vezuje uz generala Ericha Ludendorffa.